# Mario Winans
Mario Brown (Orangeburg, Južna Karolina, SAD, 27. kolovoza 1974.), bolje poznat po imenu Mario Winans, američki je pjevač, tekstopisac i glazbeni producent. Trenutno ima potpisan ugovor s diskografskom kućom Bad Boy Records. Svoju glazbenu karijeru započeo je 1995. godine kada je potpisao ugovor s diskografskom kućom Rowdy Records. Dvije godine kasnije potpisao je ugovor s diskografskom kućom Motown, te je objavio debitantski studijski album Story of My Heart. Sve do 2004. godine je surađivao s drugim izvođačima, kada je objavio drugi studijski album Hurt No More.

## Diskografija
Studijski albumi
- Story of My Heart (1997.)
- Hurt No More (2004.)

## Vanjske poveznice
- Mario Winans na MySpaceu
- Mario Winans na Allmusicu
- Mario Winans na Discogsu
- Mario Winans na Billboardu
- Mario Winans  Arhivirana inačica izvorne stranice od 12. studenoga 2012. (Wayback Machine) na MTV